# کوه تالاک
کوه تالاک (به اسپانیایی: Monte Tláloc) یک کوه و محوطه باستانی در مکزیک است که در ایکستاپالوکا واقع شده‌است. کوه تالاک ۴٬۱۲۰ متر بالاتر از سطح دریا واقع شده‌است.